# Макалистервил (Пенсилванија)
Макалистервил (енгл. McAlisterville) насељено је место без административног статуса у америчкој савезној држави Пенсилванија.

## Демографија
По попису из 2010. године број становника је 971, што је 206 (26,9%) становника више него 2000. године.
| Група             | 2000.       | 2010.       |
| Белци             | 755 (98,7%) | 956 (98,5%) |
| Афроамериканци    | 3 (0,4%)    | 4 (0,4%)    |
| Азијати           | 0 (0,0%)    | 2 (0,2%)    |
| Хиспаноамериканци | 5 (0,7%)    | 9 (0,9%)    |
| Укупно            | 765         | 971         |